# اختطاف كاظمة
اختطاف كاظمة هو حادث اختطاف طائرة الخطوط الجوية الكويتية رحلة رقم 221 المتجهة إلى كراتشي مروراً بمدينة دبي، وأجبرتها على الهبوط في مطار مهرآباد الدولي بالعاصمة الإيرانية طهران. من قبل أربعة خاطفين فلسطينيين، وقد استمرت عملية الاختطاف ستة أيام، قُتل جرًّاء الحادثة اثنان من ركاب الطائرة يحملان الجنسية الأمريكية.

## مطالب الخاطفين
تمثلت مطالب الخاطفين في الإفراج عن المعتقلين المسؤولين عن حوادث التفجيرات التي شهدتها الكويت والتي تُعْرَف بتفجيرات الكويت 1983. حيث قام الارهابيون بتفجير ستة اماكن مختلفة وفشل انفجار في مكان سابع بعد ان تمكن رجال الأمن من ابطال مفعول العبوة الناسفة.